# Osetljivost na uzročnu eksploziju
Osetljivost na uzročnu eksploziju (јап. 殉爆感度, romanizovano: junbaku kando, na енгл. gap sensitivity) je jedinica koja izražava sklonost eksploziva ka uzročnoj eksploziji. Ovaj parametar se određuje testom uzročne eksplozije (gap test).
Metoda za testiranje uzročne eksplozije je regulisana JIS standardom (japanski industrijski standard), koji propisuje testiranje uzročne eksplozije na pesku.
Osetljivost na uzročnu eksploziju odnosi se na meru osetljivosti eksploziva na prenos detonacije sa jednog eksplozivnog uzorka na drugi, da pojasnim ovo odnosi se na meru koja opisuje koliko je eksploziv sklon da eksplodira pod uticajem detonacije druge eksplozivne supstance. Ovaj parametar je od ključnog značaja za procenu sigurnosti eksploziva, posebno u skladištenju, transportu i upotrebi u industriji, vojsci i rudarstvu.

## Definicija
Osetljivost na uzročnu eksploziju predstavlja sklonost jednog eksploziva da eksplodira kao rezultat detonacije drugog, susednog eksploziva. Ova osetljivost je ključni faktor u proceni potencijalne opasnosti u slučajevima kada je više eksplozivnih jedinica uskladišteno ili transportovano zajedno. Eksplozivi sa visokom osetljivošću na uzročnu eksploziju mogu izazvati lančane eksplozije, što značajno povećava rizik od katastrofalnih incidenata.

## Pesak test za uzročnu eksploziju
- Na suvom pesku se pravi polu-cilindrični žleb koji je približno jednak prečniku eksploziva.
- Dva uzorka eksploziva postavljaju se u ravnoj liniji unutar žleba.
- Razmak između eksploziva meri se tako da bude višestruki od prečnika eksploziva.
- Prvi uzorak eksploziva se aktivira pomoću detonatora br. 6, a zatim se meri maksimalna udaljenost na kojoj susedni eksploziv izaziva uzročnu eksploziju tri puta uzastopno.
- Vrednost „maksimalne udaljenosti“ podeljena sa prečnikom eksploziva definiše osetljivost na uzročnu eksploziju.

## Standardni metod za merenje
Standardni metod za merenje ove osetljivosti podrazumeva uzimanje dva identična uzorka eksploziva, koja se postavljaju na određeno rastojanje jedno od drugog. Jedan od uzoraka se detonira, a zatim se posmatra da li će drugi uzorak eksplodirati kao rezultat prve detonacije (uzročna eksplozija). Osetljivost na uzročnu eksploziju se određuje tako što se meri maksimalna udaljenost na kojoj dolazi do uzročne eksplozije tri puta zaredom, a zatim se ta udaljenost deli prečnikom eksploziva.
Na primer, ako je osetljivost na uzročnu eksploziju eksploziva 3, to znači da kada jedan uzorak eksplodira, postoji mogućnost da izazove eksploziju drugog uzorka koji se nalazi na rastojanju tri puta većem od prečnika eksploziva.
Za procenu osetljivosti eksploziva na uzročnu eksploziju koristi se standardni test osetljivosti. Ovaj test podrazumeva sledeće korake:
- Priprema uzoraka: Uzimaju se dva identična uzorka eksploziva, obično cilindričnog oblika. Prečnik uzoraka je od ključne važnosti za dalje izračunavanje osetljivosti.
- Postavljanje uzoraka: Uzorci eksploziva postavljaju se u pravolinijski raspored, pri čemu se razmak između njih podešava tako da bude višestruki od prečnika eksploziva.
- Inicijalna detonacija: Prvi uzorak se aktivira pomoću detonatora odgovarajuće snage. Najčešće se koristi detonator br. 6 za standardizaciju rezultata.
- Posmatranje uzročne eksplozije: Posmatra se da li druga jedinica eksploziva eksplodira kao rezultat detonacije prvog uzorka. Test se ponavlja najmanje tri puta kako bi se osigurala tačnost rezultata.
- Izračunavanje osetljivosti: Maksimalna udaljenost pri kojoj dolazi do uzročne eksplozije deli se sa prečnikom eksploziva, i taj rezultat se koristi kao jedinica osetljivosti na uzročnu eksploziju. Što je ova vrednost veća, eksploziv je osetljiviji na prenos detonacije.

## Istraživačke metode i testovi
Istraživanja u vezi sa osetljivošću eksploziva na uzročnu eksploziju koriste razne metode, među kojima su najčešći:
- Gap testovi: Ovi testovi uključuju postavljanje dva uzorka eksploziva na određenoj udaljenosti, pri čemu se prvi uzorak detonira kako bi se procenilo da li drugi uzorak eksplodira kao rezultat detonacije. Razmak između uzoraka se postepeno povećava dok drugi uzorak ne prestane da reaguje na detonaciju, čime se dobija maksimalna osetljivost na uzročnu eksploziju.
- Sand gap testovi: Ovi testovi su slični gap testovima, ali uzorci eksploziva se postavljaju u pesak kako bi se procenio uticaj sredine na prenos detonacije. Pesak deluje kao amortizer koji apsorbuje deo energije detonacije, pa je test relevantan za procenu rizika u stvarnim uslovima, gde se eksplozivi mogu nalaziti u različitim sredinama.
- Senzorski testovi: Ovi testovi koriste sofisticirane senzore za merenje pritiska i talasa detonacije kako bi se tačno procenila energija prenesena sa jednog uzorka na drugi. Senzori omogućavaju precizno merenje trenutka kada se energija prenese dovoljno da izazove uzročnu eksploziju.

## Istraživanja i karakteristike različitih eksploziva u vezi sa uzročnom eksplozijom

### TNT (Trinitrotoluen)
TNT (trinitrotoluen) je jedan od najpoznatijih i najšire korišćenih eksploziva zbog svoje stabilnosti, relativno niske osetljivosti na udar i trenje, i pouzdane performanse u vojnim i industrijskim aplikacijama. TNT se koristi kao standard za upoređivanje sa drugim eksplozivima zbog svoje umerenosti u smislu osetljivosti.
- Osetljivost na uzročnu eksploziju: TNT je prilično otporan na uzročnu eksploziju, što ga čini pogodnim za skladištenje i upotrebu u različitim situacijama gde se blizina drugih eksploziva ne može uvek izbeći. Istraživanja su pokazala da TNT zahteva značajnu energiju da bi preneo detonaciju na susedni eksploziv. Njegova osetljivost na uzročnu eksploziju meri se kao srednja ili niska u poređenju sa eksplozivima visokih performansi poput PETN-a.

- Testovi: U mnogim studijama, TNT se koristi kao referentni materijal za merenje osetljivosti drugih eksploziva. Gap testovi pokazuju da TNT obično ne izaziva uzročnu eksploziju na velikim udaljenostima, osim kada je primenjena vrlo velika količina energije. Na primer, TNT je manje sklon uzročnoj eksploziji nego eksplozivi poput RDX-a i PETN-a.

### PETN (Pentaeritritol tetranitrat)
PETN (pentaeritritol tetranitrat) je jedan od najosetljivijih visokih eksploziva koji se koristi u vojnim aplikacijama, detonatorskim kapama i specijalnim industrijskim eksplozijama. Zbog svoje visoke energetske gustine i niske stabilnosti u poređenju sa drugim eksplozivima, PETN je poznat po svojoj velikoj osetljivosti na mehaničke impulse, udarce i detonaciju drugih eksploziva u blizini. 
- Osetljivost na uzročnu eksploziju: PETN je izrazito osetljiv na uzročnu eksploziju, što znači da može lako preneti detonaciju na susedne uzorke eksploziva. Često se koristi kao primarni eksploziv u detonatorima upravo zbog svoje sposobnosti da prenosi detonaciju vrlo efikasno. Istraživanja pokazuju da je PETN sposoban da izazove uzročnu eksploziju na mnogo većim udaljenostima u poređenju sa TNT-om ili RDX-om. [1]

- Testovi: Gap testovi i sand gap testovi pokazuju da je PETN veoma osetljiv na prenos detonacije, čak i kada je razmak između uzoraka značajan. Zbog ovoga, PETN zahteva posebne mere opreza prilikom skladištenja i transporta, posebno kada se nalazi u blizini drugih eksploziva. Istraživanja su pokazala da čak i male količine PETN-a mogu izazvati lančanu eksploziju u skladištu ako se ne tretira pravilno. 

### RDX (Ciklotrimetilentrinitramin)
RDX (ciklotrimetilentrinitramin), poznat i kao Heksogen, je vrlo popularan vojni eksploziv koji se često koristi u mešavinama sa drugim eksplozivima kako bi se dobile stabilne, ali snažne eksplozivne kompozicije. RDX je srednje osetljiv na uzročnu eksploziju u poređenju sa TNT-om i PETN-om.
- Osetljivost na uzročnu eksploziju: RDX ima srednju osetljivost na uzročnu eksploziju. Iako je stabilniji od PETN-a, još uvek je osetljiviji od TNT-a. To znači da postoji rizik od uzročne eksplozije, naročito u mešavinama koje uključuju visokosenzitivne detonatorske eksplozive. RDX je često deo vojnih eksploziva kao što je C-4, gde se njegova relativna stabilnost i snaga efikasno koriste.

- Testovi: U testovima uzročne eksplozije, RDX se pokazuje kao pouzdan eksploziv koji ima značajnu otpornost na prenose detonacije kada se pravilno rukuje. Međutim, njegova osetljivost može varirati u zavisnosti od toga da li se koristi u čistom obliku ili u mešavinama sa drugim eksplozivima. Na primer, mešavine RDX-a sa vezivnim materijalima, kao u C-4 eksplozivu, mogu značajno smanjiti rizik od uzročne eksplozije.

## Faktori koji utiču na osetljivost na uzročnu eksploziju
Razni faktori mogu uticati na osetljivost eksploziva na uzročnu eksploziju, uključujući:
- Tip eksploziva: Različiti eksplozivi imaju različite hemijske sastave i strukture, što direktno utiče na njihovu osetljivost. Na primer, eksplozivi poput TNT-a imaju relativno nisku osetljivost na uzročnu eksploziju, dok su neki eksplozivi sa visokom energetskom gustinom, poput PETN-a, mnogo osetljiviji.
- Veličina i oblik uzoraka: Prečnik uzoraka, njihova masa, kao i fizički oblik mogu značajno promeniti rezultate ispitivanja. Veći uzorci obično imaju veću sklonost ka uzročnoj eksploziji zbog veće mase dostupne za prenos energije detonacije.
- Skladišni uslovi: Vlaga, temperatura i pritisak mogu uticati na stabilnost eksploziva, a samim tim i na njegovu osetljivost na uzročnu eksploziju. Eksplozivi koji su skladišteni u suvim i hladnim uslovima imaju manju verovatnoću da izazovu uzročnu eksploziju u poređenju sa onima koji su izloženi visokoj temperaturi ili vlazi.
- Tip detonatora: Korišćeni detonator može značajno uticati na osetljivost eksploziva. Detonatori različitih jačina prenose različite količine energije, što direktno utiče na prenos detonacije na susedne eksplozive.

## Praktična primena osetljivosti na uzročnu eksploziju
Razumevanje osetljivosti na uzročnu eksploziju je od kritičnog značaja u industrijama koje se bave eksplozivima. To uključuje:
- Vojna industrija: Kroz razvoj sigurnijih eksplozivnih sistema i municije, koji minimiziraju rizik od lančanih eksplozija u skladištima ili tokom vojne operacije.
- Rudarska industrija: Gde se eksplozivi često koriste za rušenje stena i kopanje. Kontrola osetljivosti na uzročnu eksploziju može pomoći u izbegavanju nesreća prilikom upotrebe više eksploziva u blizini.
- Industrija hemikalija: Posebno u skladištenju sirovih materijala, razumevanje osetljivosti eksploziva omogućava sigurnije uslove skladištenja.

## Primeri eksploziva i njihove osetljivosti na uzročnu eksploziju
Različiti eksplozivi pokazuju različit nivo osetljivosti na uzročnu eksploziju:
- TNT (Trinitrotoluen): TNT je primer eksploziva sa relativno niskom osetljivošću na uzročnu eksploziju. Njegova stabilnost u skladišnim i transportnim uslovima učinila ga je jednim od najčešće korišćenih eksploziva u vojne i industrijske svrhe.
- PETN (Pentaeritritol tetranitrat): PETN je primer visoko osetljivog eksploziva. Njegova osetljivost na prenos detonacije čini ga opasnim za skladištenje i upotrebu bez strogih bezbednosnih mera.
- RDX (Ciklonit): RDX ima srednju osetljivost na uzročnu eksploziju i često se koristi u vojnim aplikacijama zbog kombinacije relativno visoke stabilnosti i snažne eksplozivne moći.

## Praktične implikacije i бezbednosne preporuke
Kako bi se smanjio rizik od lančanih eksplozija, preduzimaju se sledeće mere:
- Odvajanje eksploziva: Eksplozivi koji se skladište ili transportuju treba da budu pravilno razdvojeni na osnovu njihove osetljivosti na uzročnu eksploziju kako bi se minimizovala mogućnost lančanih detonacija.
- Kontrola uslova skladištenja: Skladišta eksploziva moraju biti suva i kontrolisana u pogledu temperature kako bi se sprečila degradacija eksploziva, što može povećati njihovu osetljivost.
- Skladištenje i transport: Istraživanja o osetljivosti eksploziva na uzročnu eksploziju direktno utiču na način skladištenja i transporta eksploziva. Eksplozivi poput PETN-a, zbog svoje visoke osetljivosti, moraju biti skladišteni sa posebnom pažnjom, daleko od drugih eksploziva ili u uslovima gde je mogućnost slučajne detonacije minimalna.
- Korišćenje adekvatnih detonatora: Pravilno dimenzionisani detonatori koriste se kako bi se obezbedila sigurnost prilikom detonacije eksploziva.
- Primene u vojnoj industriji: U vojnoj industriji, razumevanje osetljivosti eksploziva je ključno za dizajn municije, projektila, granata i drugih oružja koja sadrže eksplozivne materijale. Eksplozivi sa nižom osetljivošću na uzročnu eksploziju, poput TNT-a, češće se koriste za punjenje granata i bombi, dok se visoko osetljivi eksplozivi poput PETN-a koriste za inicijaciju.
- Bezbednosni protokoli: Zbog potencijalnih opasnosti od uzročne eksplozije, razvijeni su međunarodni standardi i bezbednosni protokoli koji regulišu skladištenje, transport i upotrebu eksploziva. Ovi standardi, kao što su JIS (japanski industrijski standardi), ASTM (američki standardi za testiranje materijala) i NATO standardi, definišu bezbednosne granice i mere za različite vrste eksploziva.

## Zaključak
Osetljivost na uzročnu eksploziju je kritičan parametar u proceni sigurnosti eksploziva. Razumevanje ove osetljivosti pomaže u predviđanju ponašanja eksploziva u uslovima kada su izloženi detonaciji drugih eksplozivnih materijala. Standardizovani testovi, kao što su gap test i pesak test, omogućavaju industrijama da kvantitativno procene ovu osetljivost i razviju bezbednosne mere za smanjenje rizika od lančanih eksplozija. Eksplozivi se razlikuju po svojoj osetljivosti, a različiti faktori, uključujući tip eksploziva, oblik uzorka, skladišne uslove i tip detonatora, mogu uticati na ovu osobinu.
Industrije koje se bave eksplozivima, poput vojne industrije, rudarstva i hemijske industrije, zavise od pouzdanih podataka o osetljivosti na uzročnu eksploziju kako bi osigurale bezbednost u rukovanju i primeni ovih materijala. Bezbednosne preporuke, kao što su odvajanje eksploziva, kontrola uslova skladištenja i pažljiv izbor detonatora, značajno doprinose smanjenju rizika od nesreća.
Kroz pravilnu primenu ovih testova i postupaka, moguće je poboljšati sigurnosne protokole i osigurati da eksplozivi budu upotrebljeni na način koji minimizuje mogućnost neželjenih uzročnih eksplozija.

## Spoljašnje veze
- Ovaj rad opisuje metode ispitivanja šok osetljivosti eksploziva, uključujući PETN, RDX, i TNT, pomoću podvodnih kartica za gap testove. Eksperimentalni rezultati prikazuju osetljivost ovih eksploziva i razlike u šok osetljivosti među njima (језик: енглески)